# Distretto di Chitipa
Il distretto di Chitipa (Chitipa District) è uno dei ventotto distretti del Malawi, e uno dei sei distretti appartenenti alla Regione Settentrionale. Copre un'area di 4.288 km² e ha una popolazione complessiva di 126.799 persone. La capitale del distretto è Chitipa (nota anche come Fort Hill; ab. 9.000 al 2006). 